# Tombe delle consorti dei sovrani dell'Egitto
Questo è l'elenco dei luoghi di sepoltura delle consorti dei sovrani dell'Egitto.

## Regine dell'Egitto (1922 - 1952)
| Sovrana                            | Immagine della sovrana | Luogo di sepoltura                                        | Immagine della tomba | Coniuge |
| ---------------------------------- | ---------------------- | --------------------------------------------------------- | -------------------- | ------- |
| Nazli Sabri (1922-1936)            |                        | Holy Cross Cemetery, Culver City, California, Stati Uniti |                      | Fu'ad I |
| Safinaz Hanim Zulfikar (1938-1948) |                        | Egitto                                                    |                      | Faruq   |
| Narriman Sadiq (1951-1952)         |                        | Egitto                                                    |                      | Faruq   |